# Ian R. MacLeod
Ian R. MacLeod (Solihull, 6 agosto 1956) è uno scrittore britannico di fantascienza e fantasy.

## Biografia
È nato a Solihull vicino a Birmingham. Ha studiato legge e ha lavorato come impiegato statale prima di diventare uno scrittore freelance all'inizio degli anni novanta, subito dopo aver iniziato a pubblicare storie, attirando elogi e candidature ai premi.

### Carriera letteraria
È autore di sette romanzi tra cui The Light Ages e The House of Storms, ambientati in un universo alternativo del XIX secolo in Inghilterra, dove l'etere, una sostanza che può essere controllata dalla mente, ha cristallizzato la società inglese in corporazioni e ha ritardato progresso tecnologico. I suoi altri romanzi e racconti presentano una miscela di elementi fantastici, storici e futuribili, combinati con una preoccupazione per il carattere e la scrittura vividamente descrittiva. Il suo romanzo Song of Time, raccontato dal punto di vista di un violinista classico e ambientato nel prossimo futuro, vinse l'Arthur C. Clarke Award come miglior romanzo di fantascienza dell'anno, [1] e il suo romanzo Wake up and Dream, ambientato in una Los Angeles alternativa degli anni quaranta, ha vinto il Premio Sidewise per la storia alternativa.
Il romanzo breve di MacLeod Le isole dell'estate (The Summer Isles, Asimov's Science Fiction ottobre / novembre 1998) ha vinto il Premio Sidewise per la storia alternativa, forma breve e il World Fantasy Award per il miglior romanzo breve. È una ucronia in cui la Gran Bretagna, sconfitta durante la prima guerra mondiale, sviluppa la propria forma di fascismo negli anni trenta. Il narratore è uno storico omosessuale di Oxford che conosceva il leader della gioventù. È stato scritto come un romanzo, che tuttavia non poteva vendere; MacLeod ha pubblicato la versione tagliata, con la versione integrale pubblicata solo in un'edizione limitata nel 2005. Questa versione romanzo ha anche vinto il Premio Sidewise per la storia alternativa, forma lunga, diventando così l'unica storia a vincere lo stesso premio due volte in due formati diversi, romanzo lungo e romanzo breve.
MacLeod ha vinto nuovamente il World Fantasy Award per il suo romanzo del 2000 The Chop Girl. La sua narrativa più breve è stata raccolta nelle antologie Voyages da Starlight, Breathmoss e Other Exhalations, Past Magic, Journeys e the Frost on Glass.
MacLeod è stato ospite d'onore al 38° Novacon, tenutosi a novembre 2008.

## Opere

### Romanzi
- The Light Ages, Earthlight di Simon & Schuster, 2003 (candidato nel 2004 al World Fantasy Award).
- The House of Storms, Simon & Schuster, 2005.
- Le isole dell'estate (The Summer Isles, Aio Publishing, 2005) (Premio Sidewise 2005). Versione ampliata della novella originale del 1998, che ha anche vinto il premio.
- Song of Time, PS Publishing, 2008 (Premio Arthur C. Clarke 2009, John W. Campbell Memorial Award 2009).
- Wake Up and Dream, PS Publishing, 2011 (Premio Sidewise 2011).

### Narrativa breve
Raccolte di racconti
- Voyages by Starlight, Arkham House, 1996.
- Breathmoss and Other Exhalations, Golden Gryphon Press, 2004.
- Past Magic, PS Publishing, 2006.
- Journeys, Subterranean Press, 2010.
- Snodgrass and Other Illusions: The Best Short Stories of Ian R. MacLeod, Open Road Media, 2013.
- Frost on Glass, PS Publishing, 2015.